# Henrik Lyssand
Henrik Monsson Lyssand (Os, 8 september 1912 – aldaar, 19 oktober 1989) was een Noors componist, muziekpedagoog en dirigent. Hij was een van de zeven kinderen van het echtpaar Mons Henrikson Lyssand en Bergljot Fosse.

## Levensloop
Lyssand kreeg van zijn vader al op vierjarige leeftijd vioolles. Naast zijn vader en zijn broers speelde hij mee in de Os Musikkforening. Samen zongen zij ook in het plaatselijke mannenkoor (Os mannskor) mee. Aan het einde van de jaren 1920 werd hij dirigent van het Os mannskor. Sindsdien richtte hij zich op koormuziek. Hij werd later dirigent van koren in de regio, zo ook van de Os Kammerkor. Van beroep was hij aanvankelijk schilder en muziek maakte hij in zijn vrije tijd. Maar de vrijetijdsbesteding nam meer en meer de overhand en vanaf de jaren 1950 concentreerde hij zich op de muziekbeoefening. Door de gemeente werd hij aangesteld als muziekleraar en toen was er meer tijd om te werken met koren en om te componeren. Zijn jongste dochter Bergljot, nu: Bergljot Lyssand Bjørø, was erg muzikaal. Toen zij begon met muziek op de kleuterschool, verzamelde haar vader de kinderliedjes in een boekje. Vervolgens begon hij gedichten van Inger Hagerup te toonzetten, meestal in polyfone zetting. Er volgden composities over gedichten en poëzie van Halfdan Rasmussen, Jørgen Stang en Arnulf Øverland.

## Composities

### Werken voor harmonieorkest of brassband
- I stille og ensomme stunde, voor kornet, bugel en brassband[1]
- Ved Nesland Kyrkje (Kvenne-Kari's vise), voor harmonieorkest – bewerkt door Karl Ole Midtbø

### Vocale muziek

#### Werken voor koor
- 1987 Stille – "Stille mine skoger no", voor mannenkoor – tekst: Einar Skjæråsen
- Det hvite landet, voor mannenkoor en piano – tekst: Elling M. Solheim
- Det lysner uendelig langsomt i øst, voor mannenkoor – tekst: Arnulf Øverland
- Du ska itte trø i graset, voor gemengd koor – tekst: Einar Skjæråsen
- Eg ser deg ut for gluggen, voor vrouwenkoor
- En hustavle – "Det er en lykke i livet som ikke vendes til lede", voor mannenkoor – tekst: Arnulf Øverland
- Fabel, voor gemengd koor – tekst: Jakob Sande
- God natt alle blomar, voor gemengd koor – tekst: Aslaug Låstad Lygre
- Hordaland, voor mannenkoor
- Juninatt, voor gemengd koor – tekst: Einar Skjæråsen
- Kjærringvise mot vinter'n, voor vrouwenkoor en piano – tekst: Einar Skjæråsen
- Os-songen – Song til Os,[2] voor gemengd koor – tekst: Nils Tveit
- Seks Inger Hagerup Sanger, voor vrouwenkoor – tekst: Inger Hagerup
- Sumarkveld ved fjorden, voor mannenkoor – tekst: Ragnvalf Våge
- Synnavind, voor vrouwenkoor – tekst: Einar Skjæråsen
- Tre barnesanger av Inger Hagerup, voor tweestemmig koor – tekst: Inger Hagerup
- Trolldans, voor gemengd koor – tekst: Hulda Garborg
- Voggevise i skogen, voor mannenkoor – tekst: Elling M. Solheim

### Kamermuziek
- Kvernhuslåten, Rheinländer voor koperkwintet